# Zakrzewo (powiat Aleksandrowski)
Zakrzewo is een dorp in het Poolse woiwodschap Koejavië-Pommeren, in het district Aleksandrowski. De plaats maakt deel uit van de gemeente Zakrzewo.